# Zeeuws Vlaanderen
Zeeuws Vlaanderen (deutsch Seeländisch Flandern) ist ein Teil der Niederlande südlich des Mündungstrichters der Schelde an der Grenze zur belgischen Region Flandern. Seeländisch Flandern grenzt dabei hauptsächlich an die Provinz Ostflandern im Süden, hat aber im Westen auch noch Berührung zur Provinz Westflandern.
Heute ist es der südlichste Teil der niederländischen Provinz Zeeland. Das Gebiet besteht aus den drei Gemeinden Terneuzen, Hulst und Sluis. Terneuzen ist mit über 50.000 Einwohnern die größte Stadt der Provinz Zeeland, vor der Hauptstadt Middelburg auf der Halbinsel Walcheren, und hat den drittgrößten Seehafen der Niederlande.

## Geographie
Mit der nördlich liegenden Halbinsel Zuid-Beveland ist die Gegend von Zeeuws Vlaanderen seit 2003 über den Westerscheldetunnel verbunden. Für den Tourismus bedeutende Ortschaften sind z. B. Aardenburg, Breskens, Cadzand und Cadzand-Bad, Nieuwvliet, Oostburg, Retranchement (alle zur Gemeinde Sluis gehörig).
Die Gegend um Terneuzen in der Mitte von Zeeuws Vlaanderen bildete ursprünglich eine Insel, die von Axel, einer Ortschaft südöstlich von Terneuzen, her besiedelt wurde und daher calvinistisch geprägt war. Sie wurde erst durch Eindeichungen mit dem Festland verbunden. Der Osten (um Hulst) sowie der Westen (um Sluis) gehörten bereits ursprünglich großteils zum flandrischen Festland, nach dem sie sich orientierten, weswegen diese Gegenden katholisch geprägt sind.

## Geschichte
Historisch bildet Zeeuws Vlaanderen einen Teil der Grafschaft Flandern, es wurde aber von den Truppen der Sieben Vereinigten Provinzen erobert und gehörte dann als Teil der Generalitätslande zu dem von den Sieben Vereinigten Provinzen beherrschten Teil der Niederlande.
Am Ende des Ersten Weltkrieges beabsichtigte Belgien, Zeeuws Vlaanderen und die niederländische Provinz Limburg zu annektieren. Begründet wurde dies damit, dass die niederländische Neutralität während des Krieges das Deutsche Reich begünstigt hätte. Daraufhin gab es in Zeeuws Vlaanderen und im niederländischen Limburg wie auch an vielen anderen Orten der Niederlande große Demonstrationen für den Verbleib dieser beiden Landesteile bei den Niederlanden. Bei der Pariser Friedenskonferenz im Januar 1919 konnte Belgien seine Forderungen gegen die Niederlande nicht durchsetzen.